# Nobutake Kondo
Nobutake Kondō (Japans: 近藤 信竹, Kondō Nobutake) (Osaka, 25 september 1886 – 19 februari 1953) was een admiraal van de Japanse Keizerlijke Marine die vocht in de Tweede Wereldoorlog, in het bijzonder de slag om Guadalcanal.

## Loopbaan
Kondo studeerde in 1907 af aan de Academie van de Japanse Keizerlijke Marine als eerste van 172 cadetten.
Als adelborst diende hij op de kruiser Itsukushima en op slagschip Mikasa.
Als vaandrig diende hij op de kruiser Aso, torpedobootjager Kisaragi en slagschip Kongō.
In 1912-1913 was hij militair attaché in het Verenigd Koninkrijk.
Terug in Japan diende hij op het slagschip Fusō.
Tijdens de Eerste Wereldoorlog werkte hij op de generale staf.
Van 1916 tot 1917 was hij verantwoordelijk voor scheepsgeschut op de kruiser Akitsushima.
Na de Eerste Wereldoorlog studeerde hij aan het “College voor Oorlog op Zee”. Op 1 december 1919 werd hij lieutenant commander.
Van 1920 tot 1923 zag Kondō in Duitsland toe op de naleving van het Verdrag van Versailles (1919).
Terug in Japan diende hij zes maanden op het slagschip Mutsu. Op 1 december 1923 werd hij commandant.
Van 1924 tot 1925 was hij adjudant van kroonprins Hirohito.
Dan gaf hij les aan de Academie van de Japanse Keizerlijke Marine.
Hij werd bevorderd tot kapitein-ter-zee en werkte op de generale staf.
Van 1929 tot 1930 was hij kapitein van de kruiser Kako en van 1932 tot 1933 van het slagschip Kongō.
Op 15 november 1933 werd hij schout-bij-nacht.
In 1935 werd hij stafchef van de gecombineerde vloot.
Op 15 november 1937 werd hij viceadmiraal.

## Tweede Wereldoorlog

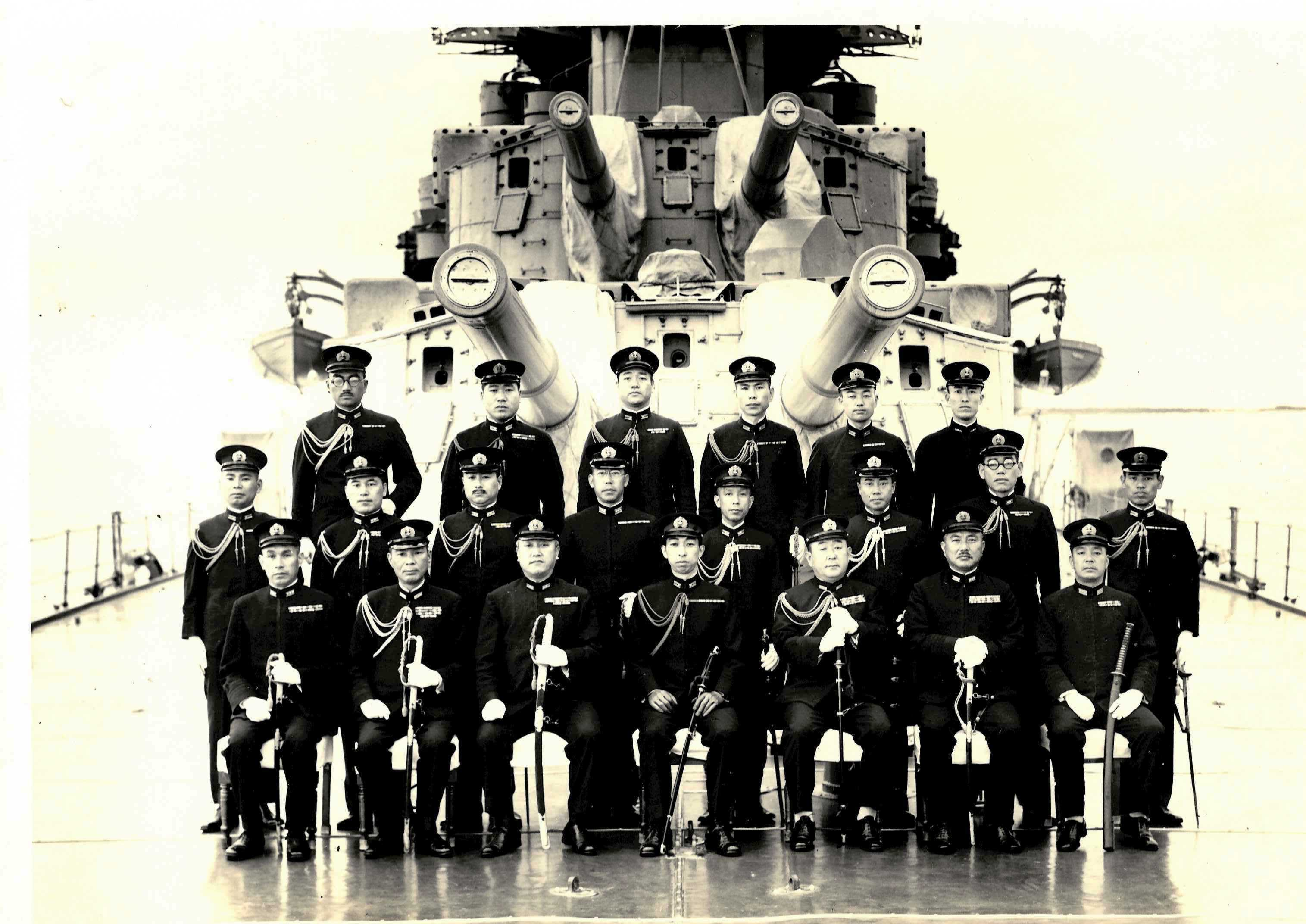
Kondo vooraan als 3e van links

Bij het begin van de Tweede Chinees-Japanse Oorlog voerde Kondō het bevel over de 5e vloot in de operaties bij Hainan en Shantou ten zuiden van China.
Tijdens de Aanval op Pearl Harbor voerde Kondō het bevel over de 2e vloot en nam hij deel aan de invasies van Malaya, de Filipijnen en Nederlands-Indië.
Hij was opperbevelhebber van de raid tegen Britse koopvaardijschepen in de Indische Oceaan.
Hij leidde de bezetting van het eiland Midway.

### Guadalcanal
Hij vocht in de Slag om Guadalcanal, in het bijzonder de Zeeslag bij de Oostelijke Salomonseilanden van 23 tot 25 augustus 1942 en de Zeeslag bij de Santa Cruzeilanden van 26 tot 27 oktober. Hij leidde de Japanse schepen in de Zeeslag bij het eiland Savo van 12 tot 13 november 1942.
Na de eerste Zeeslag bij Guadalcanal op 15 november 1942 leidde Kondo slagschip Kirishima met de kruisers Atago, Nagara, Sendai en Takao voor een nachtelijke beschieting van Henderson Field. De Amerikaanse slagschepen USS Washington (BB-56) en USS South Dakota (BB-57) wachtten hem op en brachten de Kirishima tot zinken.

### Dienst aan wal
Kondo werd teruggeroepen voor dienst aan wal als hoofd van de vloot bij de Chuukeilanden.
Kondo werd in oktober 1942 vicecommandant van de gecombineerde vloot.
Op 29 april 1943 werd hij admiraal.
Van december 1943 tot mei 1945 werd hij opperbevelhebber van de vloot bij China.
Na de oorlog werd hij lid van de Hoogste Krijgsraad van Japan.

## Militaire loopbaan
- Adelborst (海軍少尉候補生 Kaigun shōi kōhosei), Japanse Keizerlijke Marine: 20 november 1907[4]
- Luitenant ter Zee 3e klasse (海軍少尉 Kaigun-shōi), Japanse Keizerlijke Marine: 25 december 1908[4]
- Luitenant ter Zee 2e klasse (海軍中尉 Kaigun-chūi), Japanse Keizerlijke Marine: 1 december 1910[4]
- Luitenant ter Zee 2e klasse (oudste categorie) (海軍大尉 Kaigun-daii), Japanse Keizerlijke Marine: 1 december 1913[4]
- Luitenant ter zee 1e klasse (海軍少佐 Kaigun-shōsa), Japanse Keizerlijke Marine: 1 december 1919[4]
- Kapitein-luitenant ter zee (海軍中佐 Kaigun-chūsa), Japanse Keizerlijke Marine: 1 december 1923[4]
- Kapitein-ter-zee (海軍大佐 Kaigun-daisa), Japanse Keizerlijke Marine: 1 december 1927[4]
- Schout-bij-nacht (海軍少将 Kaigun-shōshō), Japanse Keizerlijke Marine: 15 november 1933[4]
- Viceadmiraal (海軍中将 Kaigun-chūjō), Japanse Keizerlijke Marine: 1 december 1937[4]
- Luitenant-admiraal (海軍大将 Kaigun-taishō), Japanse Keizerlijke Marine: 29 april 1943[4]

## Onderscheidingen
- Orde van de Rijzende Zon, 2e Klasse[5][6]
- Orde van de Gouden Wouw
  - 1e Klasse[7]
  - 3e Klasse[5][8]
- Orde van de Heilige Schatten, 3e klasse[9]
- 1937 China Incident medaille[5]
- Groot Oostelijke-Aziatische Oorlogsmedaille[5]
- Badge voor Afgestudeerden van de Marine Staf College[5]